# Posiew krwi

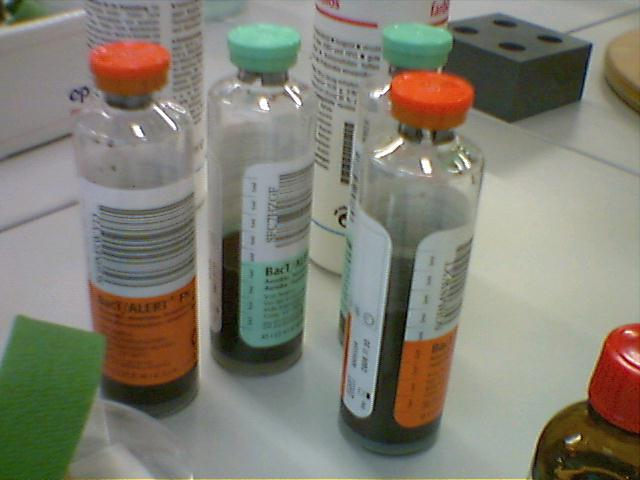
Posiewy krwi

Posiew krwi – hodowanie próbki krwi na odpowiednim podłożu w cieplarce, co stwarza korzystne warunki do rozmnażania się bakterii (będących możliwą przyczyną choroby) w celu ich identyfikacji.
Pobieranie krwi na posiew musi odbywać się zawsze z nowego nakłucia, nigdy zaś ze stale założonych cewników. Przed pobraniem skóra musi być bardzo dokładnie zdezynfekowana.
Pobieranie krwi powinno nastąpić przed podaniem antybiotyków oraz tuż przed wystąpieniem szczytu gorączki, ponieważ wtedy ilość bakterii we krwi jest największa.
Pobiera się zazwyczaj 10 ml do dwóch probówek (na bakterie tlenowe i beztlenowe). Jeśli taka ilość jest niemożliwa, na przykład u noworodków, pobiera się około 5 ml na specjalne pożywki pediatryczne.
W przypadku pobierania krwi podczas antybiotykoterapii, używa się butelek ze środkami inaktywującymi leki, jednak nawet wtedy częściej występują wyniki fałszywie ujemne.
Jeśli maszyna odnotuje wzrost, zawartość posiewa się na odpowiednie podłoża hodowlane.

Przeczytaj ostrzeżenie dotyczące informacji medycznych i pokrewnych zamieszczonych w Wikipedii.